# Gaetano Bonicelli
Gaetano Bonicelli (Vilminore di Scalve, 13 dicembre 1924) è un arcivescovo cattolico italiano, dal 23 maggio 2001 arcivescovo emerito di Siena-Colle di Val d'Elsa-Montalcino.

## Biografia
Nasce il 13 dicembre 1924 a Vilminore di Scalve, in provincia e diocesi di Bergamo, un paese ancora ferito dal Disastro del Gleno dell'anno precedente, da Cristina e Francesco, emigrato nel 1926 in Costa d'Oro. È cugino di terzo grado del vescovo Silvio Cesare Bonicelli.

### Formazione e ministero sacerdotale
Frequenta i primi quattro anni delle scuole elementari nel paese natale mentre il quinto anno da privatista. Manifestata nel 1935 l'intenzione di voler diventare sacerdote, compie gli studi del primo anno di ginnasio con don Gianmaria Duci, parroco di Sant'Andrea, frazione di Vilminore. Superati gli esami di integrazione, inizia a frequentare il seminario presso la Villa "Beato Barbarigo" a Clusone. Nel 1938 comincia la IV ginnasio nel vecchio seminario diocesano di Bergamo; lì prosegue gli studi.
Nel maggio 1947 è ordinato suddiacono; nell'estate di quell'anno viene prescelto per ricevere in anticipo l'ordinazione diaconale, in modo da poter prestare il servizio liturgico in duomo. Il 2 agosto successivo, pertanto, è ordinato diacono dal vescovo Adriano Bernareggi, che il 22 maggio 1948 lo ordina anche presbitero, nella cattedrale di Bergamo.
Dopo l'ordinazione è nominato vicario parrocchiale di Almenno San Salvatore, dove si occupa dell'oratorio. Nel 1951, in seguito alla perdita della voce, viene inviato come studente all'Università Cattolica del Sacro Cuore di Milano, dove conosce padre Agostino Gemelli, che lo invia all'Università della Sorbona a Parigi per frequentare i corsi di sociologia religiosa; rimane in Francia due anni (1954-1955). Si laurea in Scienze politiche e sociali alla Cattolica; due anni più tardi viene pubblicata la sua tesi.
Tornato a Bergamo, il nuovo vescovo Giuseppe Piazzi lo nomina direttore dell'ufficio sociologico e statistico della diocesi. Nello stesso anno diventa aiuto assistente delle ACLI; qui collabora con mons. Bartolomeo Santo Quadri, che gli affida il compito di seguire le associazioni all'estero. L'8 agosto 1956, giorno del disastro di Marcinelle, giunge in missione in Belgio. In seguito alla nomina a viceassistente delle ACLI, si trasferisce a Roma. Nel 1965 diventa direttore nazionale delle Opere per l'emigrazione ed il turismo.
Nell'ottobre 1972 è nominato segretario aggiunto della Conferenza Episcopale Italiana, mentre nel febbraio 1973 direttore dell'Ufficio delle comunicazioni sociali della stessa conferenza; diventa così portavoce del cardinale presidente Antonio Poma.

### Ministero episcopale
Il 10 luglio 1975 papa Paolo VI lo nomina vescovo ausiliare di Albano e vescovo titolare di Musti; il 26 agosto successivo riceve l'ordinazione episcopale, nella cattedrale di Bergamo, dal cardinale Antonio Poma, co-consacranti gli arcivescovi Clemente Gaddi ed Enrico Bartoletti.
L'11 giugno 1977 lo stesso papa lo nomina vescovo di Albano; succede al dimissionario Raffaele Macario. Nel 1981 inizia la visita pastorale alla diocesi.
Il 28 ottobre 1981 papa Giovanni Paolo II lo nomina ordinario militare per l'Italia e arcivescovo titolare di Italica; succede a Mario Schierano, dimessosi per raggiunti limiti di età. In quanto ordinario militare, riceve il grado di generale di corpo d'armata. Trascorre per due volte il Natale in Libano, accanto ai militari italiani, durante la guerra civile.
Il 14 novembre 1989 lo stesso papa lo nomina arcivescovo metropolita di Siena-Colle di Val d'Elsa-Montalcino; succede a Mario Jsmaele Castellano, dimessosi per raggiunti limiti di età. Il 14 gennaio 1990 prende possesso dell'arcidiocesi.
Il 23 gennaio 1994, nella cattedrale di Siena, conferisce l'ordinazione episcopale a Giovanni De Vivo, già vicario generale dell'arcidiocesi e nominato vescovo di Pescia.
Il 23 maggio 2001 papa Giovanni Paolo II accoglie la sua rinuncia, presentata per raggiunti limiti di età; gli succede Antonio Buoncristiani, fino ad allora vescovo di Porto-Santa Rufina. Rimane amministratore apostolico dell'arcidiocesi fino all'ingresso del successore, avvenuto il 24 giugno seguente.
Si ritira presso la casa del pellegrino attigua al santuario della Madonna dei Campi di Stezzano.
Nel 2009 riceve la VII edizione del Premio Internazionale Bonifacio VIII "per una cultura della Pace", conferitogli dall'Accademia Bonifaciana di Anagni, su proposta del rettore presidente Sante De Angelis e del presidente del Comitato scientifico Elio Sgreccia.
Dal 26 marzo 2025, giorno della morte dell'arcivescovo Settimio Todisco, è diventato il vescovo più anziano d'Italia.

## Genealogia episcopale e successione apostolica
La genealogia episcopale è:
- Cardinale Scipione Rebiba
- Cardinale Giulio Antonio Santori
- Cardinale Girolamo Bernerio, O.P.
- Arcivescovo Galeazzo Sanvitale
- Cardinale Ludovico Ludovisi
- Cardinale Luigi Caetani
- Cardinale Ulderico Carpegna
- Cardinale Paluzzo Paluzzi Altieri degli Albertoni
- Papa Benedetto XIII
- Papa Benedetto XIV
- Cardinale Enrico Enriquez
- Arcivescovo Manuel Quintano Bonifaz
- Cardinale Buenaventura Córdoba Espinosa de la Cerda
- Cardinale Giuseppe Maria Doria Pamphilj
- Papa Pio VIII
- Papa Pio IX
- Cardinale Gustav Adolf von Hohenlohe-Schillingsfürst
- Arcivescovo Salvatore Magnasco
- Cardinale Gaetano Alimonda
- Cardinale Agostino Richelmy
- Vescovo Giuseppe Castelli
- Vescovo Carlo Allorio
- Cardinale Antonio Poma
- Arcivescovo Gaetano Bonicelli

La successione apostolica è:
- Vescovo Giovanni De Vivo (1994)

## Opere
- Gaetano Bonicelli, Omnibus omnia factus. Discorsi e scritti, a cura di Roberto Donadoni e Marco Monari, Siena, Cantagalli, 2000, ISBN 88-8272-051-9.